# Подосоје (Шипово)
Подосоје су насељено мјесто у општини Шипово, Република Српска, БиХ. Према попису становништва из 2013. у насељу је живјело 150 становника.

## Становништво
| Националност       | 2013. | 1991. | 1981. | 1971. | 1961. |
| Срби               | 79    | 150   | 219   | 289   |       |
| Југословени        |       |       | 1     |       |       |
| остали и непознато |       |       |       |       |       |
| Укупно             | 79    | 150   | 220   | '     | '     |

| Демографија | Демографија | Демографија |
| Година      | Становника  | Становника  |
| ----------- | ----------- | ----------- |
| 1971.       | 289         |             |
| 1981.       | 220         |             |
| 1991.       | 150         |             |
| 2013.       | 79          |             |